# أولوف سكوغ
أولوف سكوغ هو دبلوماسي سويدي والممثل الدائم للسويد لدى الأمم المتحدة [الإنجليزية] وشغل منصب رئيس مجلس الأمن للأمم المتحدة لشهر يناير 2017.، ولد في عام 1962، زوجته جوانا بريسمار هي حاليا سفيرة السويد لاندونيسيا وتيمور الشرقية. لديه ثلاث أطفال.